# Cioteczka
Cioteczka (cz. Tetička) – czeski czarno-biały film komediowy w reżyserii Martina Friča, zrealizowany w 1941 w Protektoracie Czech i Moraw.

## Obsada
- Růžena Nasková jako ciocia Berta
- Ferenc Futurista jako Hynek
- František Smolík jako doktor Jelínek
- Theodor Pištěk jako Eduard Švagrovský
- Jaroslav Marvan jako Arnošt Dusbaba
- Růžena Šlemrová jako Mařenka Dusbabová
- Jiří Dohnal jako Jindřich Dusbaba, syn Arnošta i Mařenki
- Miloš Nedbal jako Čeněk Felix
- Zdeňka Baldová jako żona Felixa
- Lída Chválová jako Slávka, córka Felixa
- František Kreuzmann jako Oskar
- Lola Skrbková jako żona Oskara
- Vladimír Řepa jako Jeřábek
- Darja Hajská jako Víchová
- Nancy Rubensová jako przyjaciółka Slávki
- Milada Smolíková jako Anežka
- Viktor Nejedlý jako listonosz Dvořáček
- Marie Nademlejnská jako głupia gospodyni cioci Berty